# Mr.Children 2001-2005 ＜micro＞
『Mr.Children 2001-2005 <micro>』（ミスター・チルドレン にせんいち にせんご ミクロ）は、日本のバンド・Mr.Childrenのベスト・アルバム。2012年5月10日にトイズファクトリーより『Mr.Children 2005-2010 <macro>』と2作同時発売された。

## 概要
初回限定盤と通常盤の2形態で発売。初回限定盤はCD+DVD、通常盤はCDのみ。また、初回限定盤には「ライナーノーツ」「ブックレット」「ステッカー」も付属している。本作の発表と同時にドームツアー『MR.CHILDREN TOUR POPSAURUS 2012』の開催が発表された。
1992年5月10日発売の1stミニアルバム『EVERYTHING』によるデビューから満20年となる2012年5月10日に発売された。日本では未発売の『LAND IN ASIA』を含め通算4枚目となるベスト・アルバム。『IT'S A WONDERFUL WORLD』以来となる海外でのマスタリングが行われ、全曲においてテッド・ジェンセンによるリマスタリングがされている。
本作品は2001年から2005年までに発表した27thシングル『四次元 Four Dimensions』に収録されている「ヨーイドン」を除くシングルA面曲全曲と、10thアルバム『IT'S A WONDERFUL WORLD』と11thアルバム『シフクノオト』のアルバム曲が収録されている。『Mr.Children 2005-2010 <macro>』とは両アルバムで2005年が重なっているが、本作にはシングル『四次元 Four Dimensions』の楽曲が収録され、もう一方には同年発売の12thアルバム『I ♥ U』のアルバム曲が収録された。また、発売前には『Mr.Children 2005-2010 <macro>』同様に本作の収録曲に新たにタイアップが付いており、21stシングル『youthful days』がキリンビバレッジ「大人のキリンレモン」CMソング、26thシングル『Sign』が住友生命保険CMソングとしてそれぞれ起用されている。
ジャケットのイメージは「精子」であり、『Mr.Children 2005-2010 <macro>』のジャケットのイメージである「卵子」と対になっている。桜井は『TOUR POPSAURUS 2012』のMCで「人間の中で、最も大きい細胞が卵子で、最もちっちゃい細胞が精子です。その卵子と精子がーー合わさってさ（笑）、新しい命が生まれてくれたらいいなあって。今日のライブとか、アルバムを聴いたりして、何か心の中で生まれてくれたらいいなと願ってます。」と語っている。アートディレクターは同年発売の34thシングル『祈り 〜涙の軌道/End of the day/pieces』に引き続き伊東玄己が担当した。

## チャート成績
2012年5月21日付オリコンチャートで初登場2位を獲得、発売初週は木曜日発売であったため集計日数が1日少なかったが約71.6万枚を売り上げた。また、『Mr.Children 2005-2010 <macro>』と共に2週連続で1位・2位を独占し、同一アーティストによる2回目の週間アルバムチャート複数週1位・2位独占はオリコン史上初の快挙となった。
発売5週目の2012年6月18日付オリコンチャートで売上が100万枚を突破し、前週にミリオンセラーを達成した『Mr.Children 2005-2010 <macro>』に続きMr.Childrenのアルバムでは通算14作目となるミリオンセラーを達成した。累計売上は111.7万枚。また、『Mr.Children 2005-2010 <macro>』と共に5週連続でTOP5入りを達成し、同一アーティストによる5週連続2作同時TOP5入りはイエロー・マジック・オーケストラが「ソリッド・ステイト・サヴァイヴァー」「増殖」の2作で達成して以来31年10か月ぶりで、CD作品では史上初の快挙となる。
2012年度オリコン上半期アルバムランキングで2位にランクイン。『Mr.Children 2005-2010 <macro>』と共に1位・2位を独占し、同一アーティストによる上半期アルバムランキング1位・2位独占は井上陽水が1975年に『氷の世界』『二色の独楽』で達成して以来37年ぶり史上3組目となる。
2012年度オリコン年間アルバムランキングにて2位となり、1位の『Mr.Children 2005-2010 <macro>』と共に1位・2位を独占。同部門の同一アーティストによる年間1位・2位独占は1998年にB'zが『B'z The Best "Pleasure"』『B'z The Best "Treasure"』で達成して以来14年ぶりで、井上陽水、B'zに次ぎ史上3組目の記録達成となった。

## 収録内容
| 全作詞・作曲: 桜井和寿、全編曲: 小林武史 & Mr.Children。 |                      |          |            |      |
| #                                                        | タイトル             | 作詞     | 作曲・編曲 | 時間 |
| 1.                                                       | 「優しい歌」         | 桜井和寿 | 桜井和寿   | 3:36 |
| 2.                                                       | 「youthful days」    | 桜井和寿 | 桜井和寿   | 5:17 |
| 3.                                                       | 「君が好き」         | 桜井和寿 | 桜井和寿   | 4:30 |
| 4.                                                       | 「蘇生」             | 桜井和寿 | 桜井和寿   | 5:49 |
| 5.                                                       | 「Drawing」          | 桜井和寿 | 桜井和寿   | 5:43 |
| 6.                                                       | 「いつでも微笑みを」 | 桜井和寿 | 桜井和寿   | 3:33 |
| 7.                                                       | 「Any」              | 桜井和寿 | 桜井和寿   | 5:07 |
| 8.                                                       | 「HERO」             | 桜井和寿 | 桜井和寿   | 5:41 |
| 9.                                                       | 「タガタメ」         | 桜井和寿 | 桜井和寿   | 6:52 |
| 10.                                                      | 「掌」               | 桜井和寿 | 桜井和寿   | 5:04 |
| 11.                                                      | 「くるみ」           | 桜井和寿 | 桜井和寿   | 5:32 |
| 12.                                                      | 「Sign」             | 桜井和寿 | 桜井和寿   | 5:24 |
| 13.                                                      | 「and I love you」   | 桜井和寿 | 桜井和寿   | 5:05 |
| 14.                                                      | 「未来」             | 桜井和寿 | 桜井和寿   | 5:22 |
| 15.                                                      | 「ランニングハイ」   | 桜井和寿 | 桜井和寿   | 5:19 |
| 合計時間:                                                | 合計時間:            | 77:54    |            |      |

| #   | タイトル           | 作詞 | 作曲・編曲 |
| --- | ------------------ | ---- | ---------- |
| 1.  | 「優しい歌」       |      |            |
| 2.  | 「youthful days」  |      |            |
| 3.  | 「君が好き」       |      |            |
| 4.  | 「Any」            |      |            |
| 5.  | 「HERO」           |      |            |
| 6.  | 「掌」             |      |            |
| 7.  | 「くるみ」         |      |            |
| 8.  | 「Sign」           |      |            |
| 9.  | 「and I love you」 |      |            |
| 10. | 「未来」           |      |            |

## 楽曲解説
1. 優しい歌
  - 20thシングル。
2. youthful days
  - 21stシングル。
3. 君が好き
  - 22ndシングル。
4. 蘇生
  - 10thアルバム『IT'S A WONDERFUL WORLD』収録曲。
  - 本作収録にあたりイントロ・アウトロが再編集されている。
5. Drawing
  - 21stシングル『youthful days』カップリング曲。
  - 初出がカップリング曲となっている楽曲で『B-SIDE』以外のベスト・アルバムに収録されたのはこの曲が初めてである。
6. いつでも微笑みを
  - 10thアルバム『IT'S A WONDERFUL WORLD』収録曲。
7. Any
  - 23rdシングル。
8. HERO
  - 24thシングル。
9. タガタメ
  - 11thアルバム『シフクノオト』収録曲。
10. 掌
  - 25thシングル。
11. くるみ
  - 25thシングル。
12. Sign
  - 26thシングル。
13. and I love you
  - 27thシングル『四次元 Four Dimensions』表題曲。
14. 未来
  - 27thシングル『四次元 Four Dimensions』表題曲。
15. ランニングハイ
  - 27thシングル『四次元 Four Dimensions』表題曲。

## 参加ミュージシャン
- Mr.Children
  - 桜井和寿：Vocal & Guitar
  - 田原健一：Guitar
  - 中川敬輔：Bass
  - 鈴木英哉：Drums
- 小林武史：Keyboards (#1 - #15)
- 吉田誠：Computer Programming
- 安達練：Computer Programming
- 山本拓夫：Sax (#7, #15)
- 吉田治：Sax (#9)
- 西村浩二：Trumpet (#7, #9, #15)
- 村田陽一：Trombone (#7, #9)
- 四家卯大ストリングス：Strings  (#2 - #4, #6 - #9, #11, #12)
- 四家卯大：Cello (#1)
- 沖祥子：Violin (#1)
- 大石真理恵：Glockenspiel(#11)

## テレビ出演
| 番組名                   | 日付          | 放送局     | 演奏曲          |
| ------------------------ | ------------- | ---------- | --------------- |
| ミュージックステーション | 2012年5月4日  | テレビ朝日 | Worlds end      |
| ミュージックステーション | 2012年5月4日  | テレビ朝日 | 365日           |
| 僕らの音楽               | 2012年5月4日  | フジテレビ | ニシエヒガシエ  |
| 僕らの音楽               | 2012年5月4日  | フジテレビ | End of the day  |
| 僕らの音楽               | 2012年5月4日  | フジテレビ | 365日           |
| Music Lovers             | 2012年5月6日  | 日本テレビ | fanfare         |
| Music Lovers             | 2012年5月6日  | 日本テレビ | 祈り ～涙の軌道 |
| 僕らの音楽               | 2012年5月11日 | フジテレビ | 名もなき詩      |
| 僕らの音楽               | 2012年5月11日 | フジテレビ | youthful days   |
| 僕らの音楽               | 2012年5月11日 | フジテレビ | 祈り ～涙の軌道 |
| Music Lovers             | 2012年5月13日 | 日本テレビ | 擬態            |
| Music Lovers             | 2012年5月13日 | 日本テレビ | End of the day  |
| Music Lovers             | 2012年5月13日 | 日本テレビ | くるみ          |